# Hans Joachim Pabst von Ohain

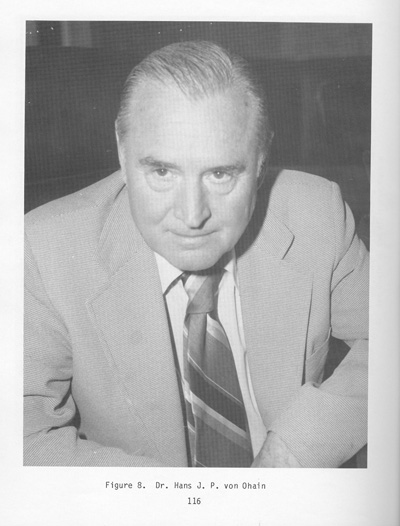
Hans Joachim Pabst von Ohain

Hans Joachim Pabst von Ohain (* 14. Dezember 1911 in Dessau; † 13. März 1998 in Melbourne, Florida), kurz auch Hans von Ohain, war ein deutscher Physiker und Erfinder aus der Familie Pabst von Ohain. Er erfand Turbinentriebwerke für Flugzeuge, insbesondere das im weltweit ersten strahlgetriebenen Flugzeug, der Heinkel He 178, verwendete Strahltriebwerk.

## Leben

### Familie
Hans Joachim Pabst von Ohain wurde als ältester Sohn von Wolf Pabst von Ohain und dessen Ehefrau Katharina-Loise Pabst von Ohain, geborene Nagel, in Dessau geboren. Er hatte einen zehn Jahre jüngeren Bruder, Wolf Junior. Die Familie zog nach Berlin-Dahlem. Ein naher Verwandter war Oberstleutnant Walter Pabst von Ohain (1877–1938), der mit einer Tochter von Richard Pintsch verheiratet und Vorstandsmitglied der Julius Pintsch AG in Berlin und Fürstenwalde war. Hans von Ohain war protestantisch, heiratete 1949 Hanny Lemke und hatte vier Kinder (Stephen, Christopher, Cathy und Stephanie).

### Ausbildung
Nach dem Abitur am Arndt-Gymnasium Dahlem 1930 studierte Pabst von Ohain in Göttingen, Rostock und Berlin Physik. Im Jahr 1935 wurde er an der Universität Göttingen bei Robert Wichard Pohl in Physik mit einer Arbeit zur Wellentheorie von Licht und Schall zum Doktor der Philosophie promoviert. Aus dieser Arbeit ging auch das Patent Verfahren und Vorrichtung zur Umwandlung von Schwingungen in Lichtschwankungen hervor.

### Strahltriebwerksentwicklung

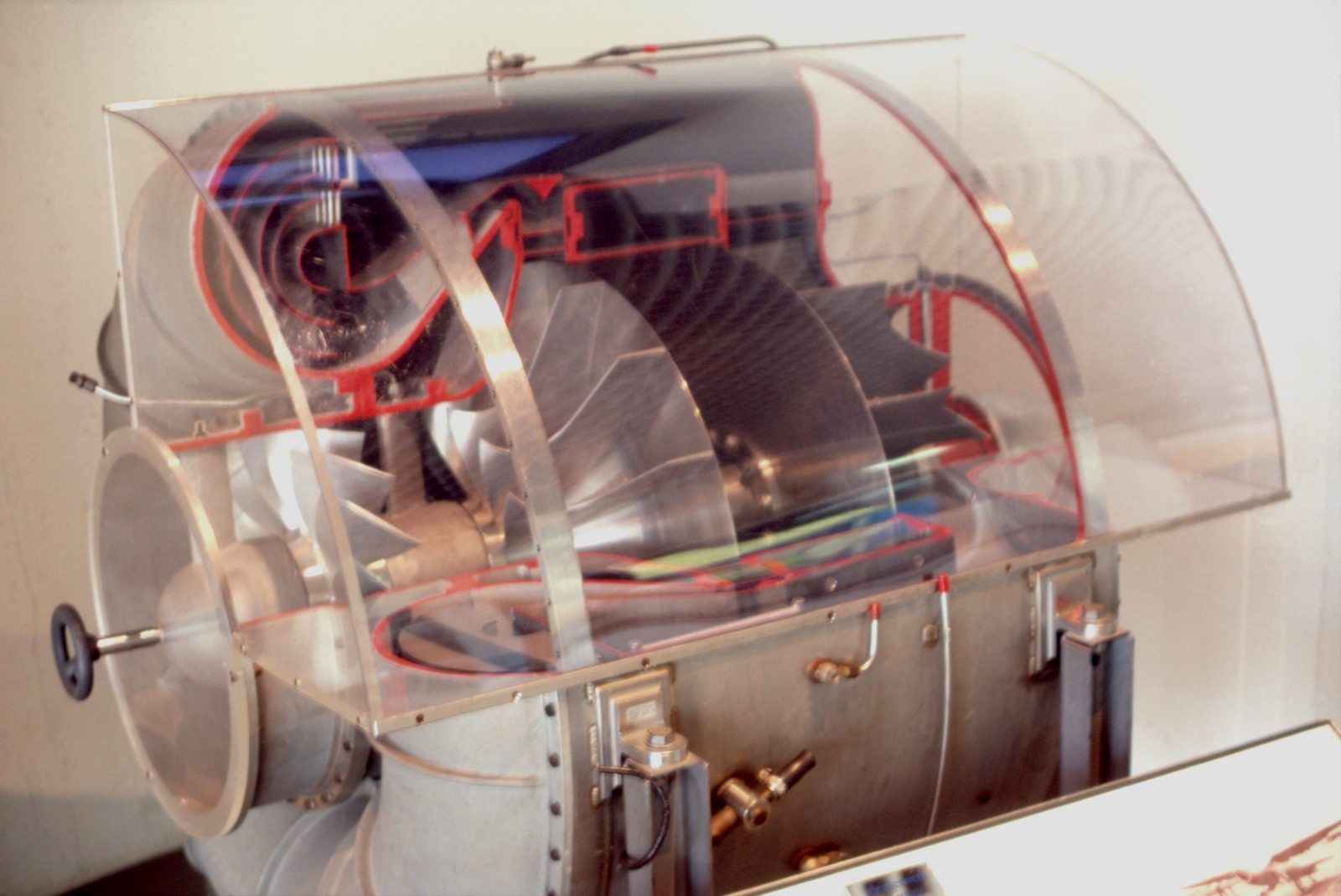
Schnittmodell des von Ohain entwickelten Heinkel HeS 3b-Triebwerks

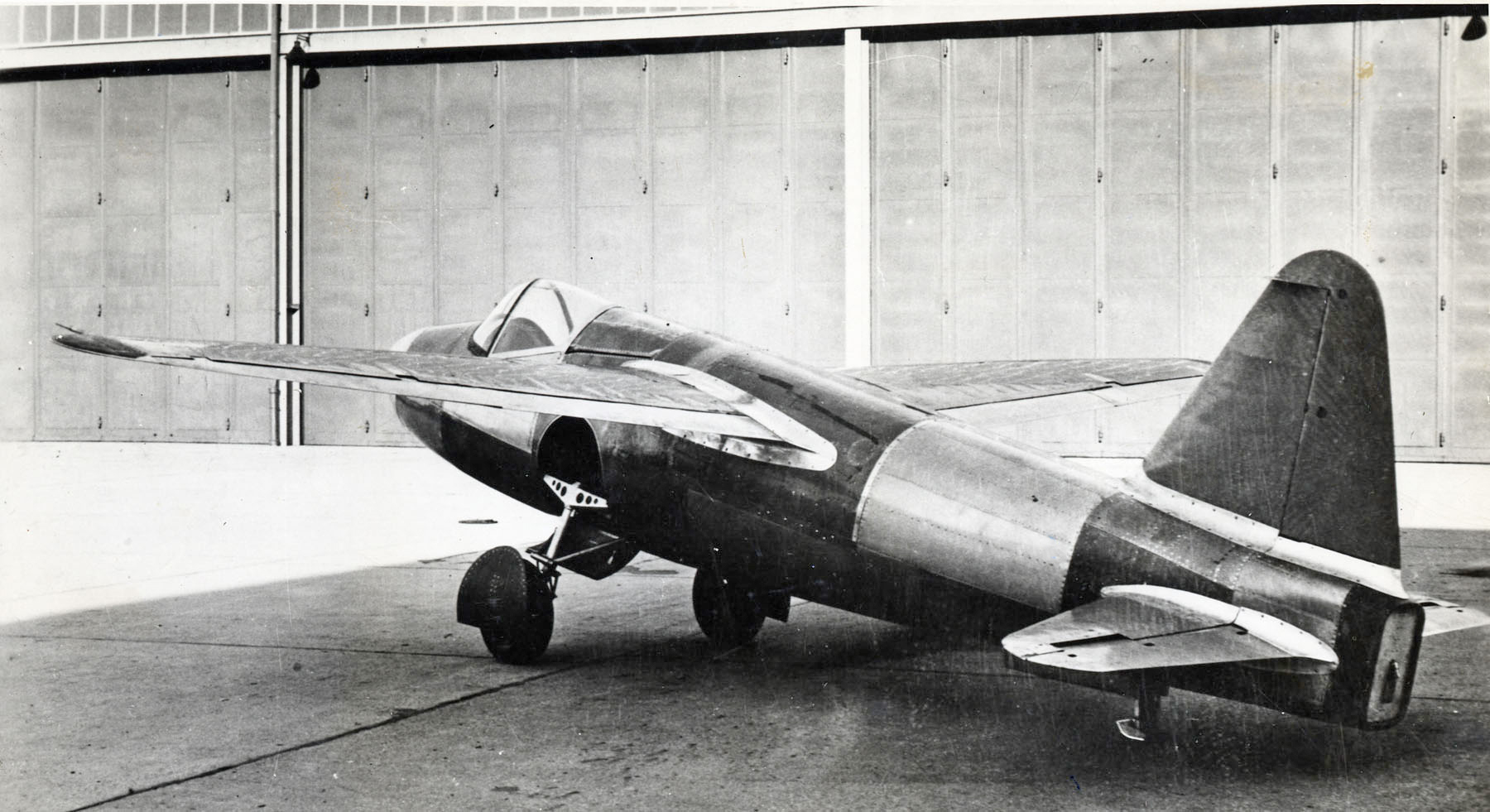
Die He 178, das erste Strahlflugzeug der Welt

Bereits 1934 begann er sich theoretisch für eine neue propellerlose Antriebsart für Flugzeuge zu interessieren und auf eigene Kosten zu experimentieren. Technisch handwerkliche Unterstützung erhielt Ohain dabei in der Werkstatt, in der er sein privates Auto warten und reparieren ließ, durch den Automechaniker Max Hahn. Um ein leichtes und kompaktes Triebwerk zu erhalten, wählte er einen Radialverdichter und eine Radialturbine. 1936 meldete er auf seine Triebwerks-Grundideen Verdichter, Brennkammer, Turbine und Schubdüse das Patent Verfahren und Apparat zur Herstellung von Luftströmungen zum Antrieb von Flugzeugen an, das er 1937 wegen wichtiger Unterschiede zur bereits im Jahr 1930 eingereichten Patentschrift von Frank Whittle auch erhielt.
Obwohl sich sein in Göttingen gebautes Demonstrationsmodell als unbrauchbar erwiesen hatte, erkannte sein Doktorvater Robert Wichard Pohl das Potential der Idee und stellte einen Kontakt zwischen Pabst von Ohain und dem Flugzeugkonstrukteur und -unternehmer Ernst Heinkel her. Es gelang Pabst von Ohain, diesen von seiner Idee zu überzeugen und in ihm einen Unterstützer des Projektes zu finden, weil Heinkel ein begeisterter Freund von Innovationen im Flugzeugbau war. Neben Finanzmitteln stellte Heinkel für Pabst von Ohain und Max Hahn einen vom übrigen Heinkel-Werk streng abgeschirmten Arbeitsbereich und den Konstrukteur Wilhelm Gundermann und weiteres technisches Personal zur Verfügung.
Ab 1936 entwickelte Hans Pabst von Ohain mit diesem Team in den Ernst Heinkel Flugzeugwerken ein Flüssigtreibstoff-Strahltriebwerk, das Heinkel HeS 3b, während parallel dazu ein genau darauf zugeschnittenes Flugzeug entworfen und gebaut wurde – die Heinkel He 178. Von 1936 bis 1945 blieb Pabst von Ohain Leiter der Strahltriebwerks-Entwicklung bei Heinkel. Seine Turbinentriebwerks-Konstruktion verfügt neben dem Radialverdichter, den auch der britische Erfinder Frank Whittle verwendet, noch über eine kleine vorgeschaltete axiale Stufe. Die Brennkammer ist außerdem schon als einzelne Ringbrennkammer ausgeführt, während die britischen und amerikanischen Turbinen bis in die 50er mit mehreren zylindrischen Einzelbrennkammern ausgestattet sind. 
Die ersten Flugversuche mit dem Triebwerk fanden mit einer im Werk vorhandenen Typenmaschine He 118 statt, an die das Triebwerk angebaut wurde. Nach mehreren Verzögerungen kam es am 27. August 1939 schließlich zum ersten Flug der He 178 in Rostock-Marienehe mit Testpilot Flugkapitän Erich Warsitz am Steuerknüppel. Zuvor hatte Warsitz ein ebenfalls von Heinkel produziertes Raketenflugzeug über Rostock getestet. Es war der weltweit zweite Flug eines strahl- bzw. düsengetriebenen Flugzeuges, zehn Jahre nachdem Fritz von Opel das weltweit erste speziell für den Raketenantrieb konstruierte Flugzeug bauen ließ und im September 1929 den ersten Testflug pilotierte; das Opel-Sander-RAK.1-Raketenflugzeug erreichte eine Höhe von 20 bis 30 Metern und legte in 80 Sekunden knapp zwei Kilometer zurück.
Die Firmen Junkers und BMW entwickelten bereits seit 1936 eigene Konzepte, welche zu den Triebwerken Junkers Jumo 004 und BMW 003 führten. Diese wurden in den serienmäßigen militärischen Strahlflugzeugen, Messerschmitt Me 262 und Arado Ar 234, genutzt. Pabst von Ohain entwickelte mit Heinkel zwar das HeS 011, das mit weniger Verdichterstufen auskam als die Mitbewerber und trotzdem leistungsstärker sein sollte, es erreichte jedoch keine Serienreife.
Von 1942 bis Kriegsende arbeitete Pabst von Ohain am Stuttgarter Standort der Heinkel-Hirth-Werke. Ab 1942 wurde auch eine Weiterentwicklung seines Strahltriebwerks in der oben genannten Messerschmitt Me 262 A 2A, genannt „Sturmvogel“, eingesetzt.

### Nachkriegszeit
Im Jahr 1947 wurde Hans Joachim Pabst von Ohain – im Rahmen der Operation Overcast/Paperclip – von den US-Amerikanern, wie viele andere deutsche Ingenieure mit militärtechnisch relevanten Erfindungen, in die USA gebracht. Zuerst arbeitete er für die U.S. Air Force und unterstützte sie bei der Entwicklung eigener Düsenflugzeuge. Von 1947 bis 1963 war Pabst von Ohain Gruppen-Leiter des Aero-Space Forschungslaboratoriums der US Air Force, von 1963 bis 1965 dort Chefwissenschaftler. 1956 wurde Pabst von Ohain Direktor des Air Force Research Laboratory; 1975 wurde er dort zum Chefentwickler des Aero Propulsion Laboratory befördert und blieb in dieser Position bis 1979 tätig.
Ab 1980 war er Adjunct Professor der US-amerikanischen Universitäten von Dayton (Ohio) und Florida (University of Florida). Nach seiner Pensionierung lehrte Hans von Ohain ab 1982 im Research Institute der University of Dayton. Seit den 1960er Jahren verband ihn mit Frank Whittle bis zu dessen Tod eine tiefe Freundschaft.

### Kontroversen
Pabst von Ohain war kein Mitglied der NSDAP. Bei Nachforschungen zu seiner Rolle in der Triebwerksentwicklung unter Einbeziehung von Zwangsarbeitern wurde eine Anklage aus einem Kriegsverbrecherprozess im Jahre 1944 gefunden, dass Pabst von Ohain die Weiterentwicklung der von Kriegstechnik absichtlich und aus moralischen Gründen verlangsamt und sich gegen den Einsatz seiner Entwicklungen im Krieg gestellt habe. Diese Anschuldigung konnte im Prozess nicht bewiesen werden.

## Auszeichnungen
- 1985 erhielt Hans Joachim Pabst von Ohain den mit 60.000 DM dotierten Preis der Aachener und Münchener für Technik und angewandte Naturwissenschaften.
- Zusammen mit Frank Whittle erhielt Pabst von Ohain 1991 den Charles-Stark-Draper-Preis für seine wegweisenden Entwicklungen auf dem Gebiet des Strahltriebwerks.
- das Terminal des Flughafens Rostock-Laage ist als Anerkennung seiner Pionierleistungen nach ihm benannt.

## Publikationen
- Ein Interferenzlichtrelais für weißes Licht. In: Annalen der Physik. Folge 5, Band 23, 1935, Heft 5, S. 431–441. Zugleich Mathematisch-naturwissenschaftliche Dissertation Göttingen.
- The Evolution and Future of Aeropropulsion Systems. In: W. J. Boyne, D. S. Lopez (Hrsg.): The Jet Age: Forty Years of Jet Aviation. National Air & Space Museum / Smithsonian Institution Press, Washington 1979, Kapitel 2.